# Thomas Aubert (tir à l'arc)
Pour les articles homonymes, voir Aubert et Thomas Aubert.
Thomas Aubert, né le 25 janvier 1988, est un archer franco-suisse.

## Carrière
Il est médaillé d'argent par équipes en arc classique avec Romain Girouille et Jean-Charles Valladont aux Championnats d'Europe de tir à l'arc 2008 et aux Championnats du monde de tir à l'arc 2009.
Après avoir porté les couleurs de la France, il décide de poursuivre sa carrière internationale avec l'équipe de Suisse à partir de 2015.